# João Baptista Schiappa de Azevedo
João Baptista Schiappa de Azevedo (Lisboa, 24 de junho de 1828 — Lisboa, 11 de agosto de 1882) foi um engenheiro de minas e professor de mineralogia e geologia no Instituto Industrial de Lisboa, pioneiro nos estudos hidrológicos e de geografia mineira em Portugal.

## Biografia
Nasceu em Lisboa, filho de José Pedro Schiappa de Azevedo, descendente de João Baptista Schiappa Pietra (Génova, c. 1737), um dos irmãos genoveses Pietro e Giambattista Schiappa Pietra (que adoptaram os nomes Pedro e João Baptista), peritos na construção de teares para seda, que em 1765 se tinham instalado em Portugal, a convite de Sebastião José de Carvalho e Melo, o marquês de Pombal, para estabelecerem uma oficina de serralharia para produção de maquinaria para a indústria da seda que o marquês pretendia criar em Portugal.
Revelando grande inteligência durante a instrução primária e secundária, com o apoio de seu tio João Francisco Regis Schiappa de Azevedo, empregado na Repartição do Tesouro Público, matriculou-se em 1844 no curso da Escola Politécnica de Lisboa. O falecimento do tio, ocorrido em 1845 ou 1846, trouxe grandes dificuldades financeiras à família, impedindo o normal prosseguimentos dos estudos. A solução encontrada, concedida em atenção aos serviços e merecimentos desse seu tio, foi ser admitido como amanuense naquela repartição, sendo-lhe permitido continuar o curso da Escola Politécnica, devendo, porém, nas horas que lhe sobrassem das aulas ou nos dias em que as não houvesse, ir fazer o serviço no Tesouro. Com decidida tenacidade e perseverança, concluiu o curso de engenharia em 1855, tendo frequentado a cadeira de montanística e docimásia, matéria então introduzidas na Escola Politécnica, sendo um dos primeiros alunos a adquirir essa habilitação.
Em 1855 transferiu-se para o Ministério das Obras Públicas, onde passou a trabalhar com os geólogos Carlos Ribeiro e Nery Delgado, que conhecera nos últimos anos da Escola Politécnica. Estes geólogos, que estavam a realizar estudos de geologia mineira, levaram a que se dedicasse ao ramo da engenharia de minas, pedindo para entrar nessa especialidade. Como adjunto  de Carlos Ribeiro, em 1855 visitou algumas minas no Alentejo, iniciando uma carreira no campo das minas e da mineração. Foi nomeado inspetor de minas e encarregado de estabelecer o serviço de lançamento do imposto sobre o rendimento das minas, e enviado em 1860 para Espanha com o objetivo de estudar a mineração do ferro.
Foi nomeado chefe do serviço de inspeção mineira do norte de Portugal. Nessas funções, integrou o júri da Exposição Internacional do Porto de 1865, e em 1866 foi nomeado para fazer da comissão encarregada do estudo da hidrologia de Portugal. Em 1880 foi escolhido para chefe da Repartição das Minas do Ministério das Obras Públicas e desempenhando esse cargo até 1881. Nesse ano passou a integrar a Junta Consultiva de Obras Públicas e Minas.
Paralelamente, desde 1878 passou a reger a cadeira de mineralogia e geologia do Instituto Industrial de Lisboa. Publicou, com os outros membros da comissão de hidrologia, um relatório sobre a geologia do Minho e de Trás-os-Montes. Foi relator de uma comissão encarregada de propor o método a adoptar na avaliação da arqueação dos navios, publicando um relatório sobre o assunto. Foi um dos pioneiros nos trabalhos de elaboração da carta minerográfica de Portugal.
Casou com Maria Helena Bon de Sousa, filha do general Pedro Paulo Ferreira de Sousa, 1.º barão de Pernes. Foi pai do silvicultor António Schiappa de Azevedo e do general e político Júlio Schiappa de Azevedo.